# Petrus (Name)
Petrus oder Petros ist ein männlicher Vorname.

## Herkunft und Bedeutung
Petrus ist der Name des Apostels Simon Petrus, Sohn des Johannes (vgl. Joh 1,42 ). Petrus ist die latinisierte Form von πέτρος pétros (griechisch: 'Fels'), die Übersetzung des aramäischen Kephas, und die Urform der Vornamen Peter, Petra, Pierre, Peer, Per, Pär, Piotr, Pir oder Pit sowie des Familiennamens Petri.

## Namensträger

### Katholische Heilige
- Petrus von Alcantara (1499–1562), spanischer Mystiker
- Petrus Armengol (eigentlich Pere Ermengol de Rocafort; 1238–1304), spanischer Mercedarier
- Petrus Canisius (1521–1597), niederländischer Theologe und Kirchenlehrer
- Petrus Claver (1580–1654), spanischer Jesuit und Missionar
- Petrus Damiani (um 1006–1072), italienischer Theologe
- Petrus Martyr († 299/304), frühchristlicher Exorzist
- Petrus von Narbonne († 1391), französischer Franziskaner
- Petrus Nolascus (* um 1182 oder 1189; † 1249 oder 1256), Gründer des Mercedarier-Ordens
- Petrus Venerabilis (um 1094–1156), Theologe des Mittelalters
- Petrus von Verona (1206–1252), ebenfalls Petrus Martyr genannt

### Vorname
- Petrus (Konsul 516), spätantiker Politiker und Konsul (516)
- Petrus (Mitdoge), Mitdoge von Venedig
- Petrus de Natalibus (* um 1330 – ca. 1406), italienischer Bischof und Schriftsteller
- Petrus I. (Abt von St. Blasien) († 1348), von 1334 bis 1348 Abt im Kloster St. Blasien im Südschwarzwald
- Petrus van der Aa (1530–1594), niederländischer Jurist
- Petrus Abaelardus (1097–1142), Philosoph
- Petrus Alfonsi (* 11. Jahrhundert; † 12. Jahrhundert), spanischer Arzt und Verfasser der Disciplina clericalis
- Petrus de Ancharano (* um 1350, † 1416), italienischer Jurist
- Petrus ab Andlo, Pseudonym von Regnerus van Mansveld (1639–1671), niederländischer Philosoph
- Petrus Archiepiscopus, Theologe an der Pariser Universität um 1245
- Petrus Aureoli (* um 1280; † wohl 1322), Theologe und Philosoph
- Petrus (Bilhorod), berichtete im Vorfeld des 1. Konzils von Lyon (1245) über die Mongolen
- Petrus von Blois (1135–1211), französischer Dichter und Diplomat
- Petrus Calaminus (1556–1598), deutscher evangelischer Theologe
- Petrus (Cammin) († 1300), römisch-katholischer Geistlicher, Bischof von Cammin
- Petrus Cellensis (dt. Peter von Celle, fr. Pierre de la Celle; ~1115–1183), französischer Abt und Bischof sowie geistlicher Schriftsteller
- Petrus Chrysologus (~380–451), Bischof von Ravenna
- Petrus de Crescentiis (1230/1233–1320/1321), italienischer Botaniker
- Petrus de Cruce (auch Pierre de la Croix; * Mitte des 13. Jahrhunderts), französischer Komponist und Musiktheoretiker
- Petrus von Dacien (~1235–1289), schwedischer Geistlicher
- Petrus de Ebulo († vor 1220), hochmittelalterlicher italienischer Autor und Dichter, Kleriker, Chronist und Arzt
- Petrus Eolicus, Humanist, lehrte Ende des 15. Jahrhunderts an der Universität Leipzig
- Petrus Gobbels (1782–1856), niederländischer Maler
- Petrus Herbert (* um 1533; † 1571), deutscher evangelischer Theologe und ein Kirchenlieddichter
- Petrus Klotz (1878–1967), Erzabt des Benediktinerstiftes Sankt Peter in Salzburg und Reiseschriftsteller
- Petrus von Kolshusen († 1552), Bildschnitzer
- Petrus Lombardus (* um 1095/1100; † 1160), scholastischer Theologe
- Petrus de Mladoniovicz († 1451), böhmischer Schriftsteller
- Petrus Niger (* 1434; † zwischen 1481 und 1484), böhmischer Theologe, Verfasser antisemitischer Schriften
- Petrus de Palude (~1280–1342), mittelalterlicher Theologe
- Petrus von Pisa († spätestens 799), frühmittelalterlicher Gelehrter am Hof Karls des Großen
- Petrus von Poitiers (Theologe) (auch Peter von Poitiers; 1125/1130–1205), französischer Theologe
- Petrus von Ravenna (auch Petrus Tomais, Petrus Ravennatus; ~1448–1508), italienischer Rechtswissenschaftler
- Petrus Riga (* um 1140; † 1209), französischer Geistlicher, Dichter und Kanoniker an der Kathedrale von Reims
- Petrus van Schendel (1806–1870), belgischer Maler
- Petrus Schloemp (1930–2014), deutscher Kameramann und Schauspieler
- Petrus von Sizilien, orthodoxer Theologe, siehe Petros Sikeliotes
- Petrus Stuyvesant (1612–1672), niederländischer Kolonialgouverneur
- Petrus von Tusculum († 1049; auch: Petrus II. von Silva Candida), Kardinal
- Petrus (Uppsala) († 1197), dritter Erzbischof in Alt-Uppsala
- Petrus (Usurpator) († 506), römischer Usurpator in Spanien
- Petrus Valdes († vor 1218), Gründer der Waldenser
- Petrus de Vinea (vor 1200–1249), mittelalterlicher Jurist
- Petrus Wandrey (1939–2012), deutscher Künstler

### Familienname
- Aprocius Petrus (* 1999), namibischer Fußballspieler
- Eva Petrus-Pekny (1924–2020), österreichische Schauspielerin und Autorin
- Lubomír Petruš (* 1990), tschechischer Radsportler
- Klaus Petrus (* 1967), Schweizer Philosoph
- Lotto Petrus (* 1987), namibischer Straßenradrennfahrer
- Mitch Petrus (1987–2019), US-amerikanischer Footballspieler
- Suffridus Petrus (1527–1597), Historiker, Philologe, Jurist und Universitätsprofessor
- Thiagus Petrus (* 1989), brasilianischer Handballspieler

### Petros
- Petros Markaris (* 1937), griechischer Schriftsteller
- Petros Patrikios († um 565), oströmischer Diplomat und Geschichtsschreiber
- Petros († 602), oströmischer General und Bruder des Kaisers Maurikios